# Потапов Ярослав Володимирович
Потапов Ярослав Володимирович (рос. Ярослав Владимирович Потапов; 1 липня 1999) — російський плавець.
Учасник Олімпійських Ігор 2016 року.